# Georges Montefiore-Levi
Pour les articles homonymes, voir Montefiore.
Georges Montefiore-Levi, né le 18 février 1832 à Streatham (quartier de Londres) et mort le 24 avril 1906 à Bruxelles, est un ingénieur, industriel, philanthrope et sénateur, naturalisé belge. On lui doit notamment une amélioration du processus de production de l'alliage bronze phosphoreux, et il est le fondateur de l'une des plus anciennes écoles d'ingénieurs belge, l'Institut Montefiore à Liège.

## Biographie

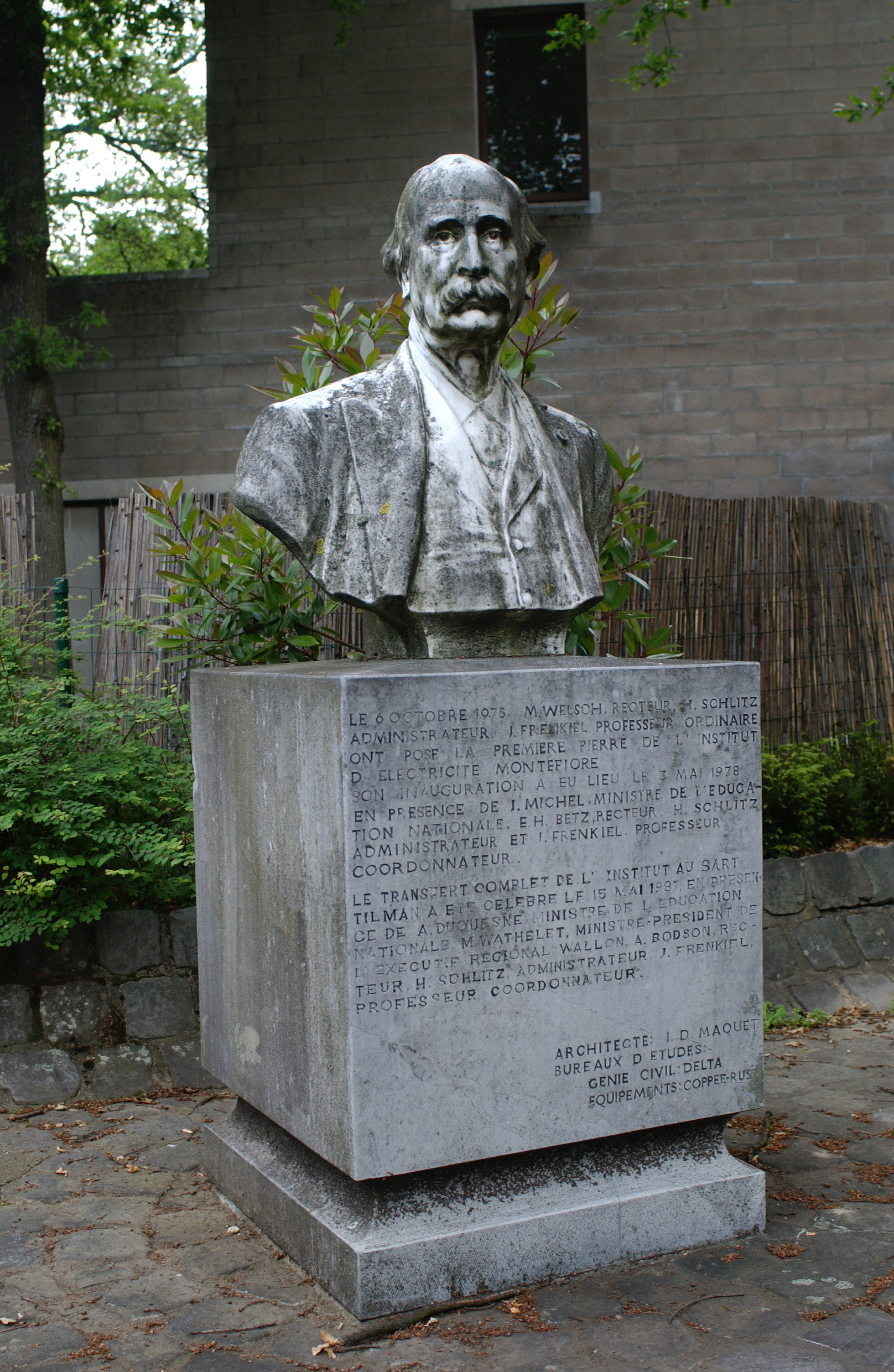
Buste de Georges Montefiore par Thomas Vinçotte situé au Sart-Tilman.

Georges Montefiore-Levi est le fils de Isaac Levi et de Esther Hanna Montefiore, cousine germaine de Moïse Montefiore. Ses parents, installés à la Barbade (dans les Petites Antilles) s'établissent en Angleterre, puis à Bruxelles en 1838. Après des études à l'Athénée royal de Bruxelles, Georges Montefiore-Levi est installé à Liège vers 1850 : il étudie à l'université de Liège, dont il est diplômé ingénieur civil en 1852. 
Georges Montefiore-Levi épouse en 1866 Hortense Montefiore-Bischoffsheim, fille du banquier Jonathan-Raphaël Bischoffsheim et sœur de Ferdinand Bischoffsheim.
Inventeur d'une variété de bronze phosphoreux bien adaptée à la fabrication des fils télégraphiques, il fournit en 1879 les câbles du premier réseau téléphonique belge.
En janvier 1882, il obtient la grande naturalisation pour services économiques rendus au pays, et est candidat au Sénat de Belgique sur une liste du parti libéral .
Il achète en 1882 le château du Rond-Chêne à Esneux, où il réside régulièrement.
Il est inhumé au cimetière de Bruxelles à Evere.

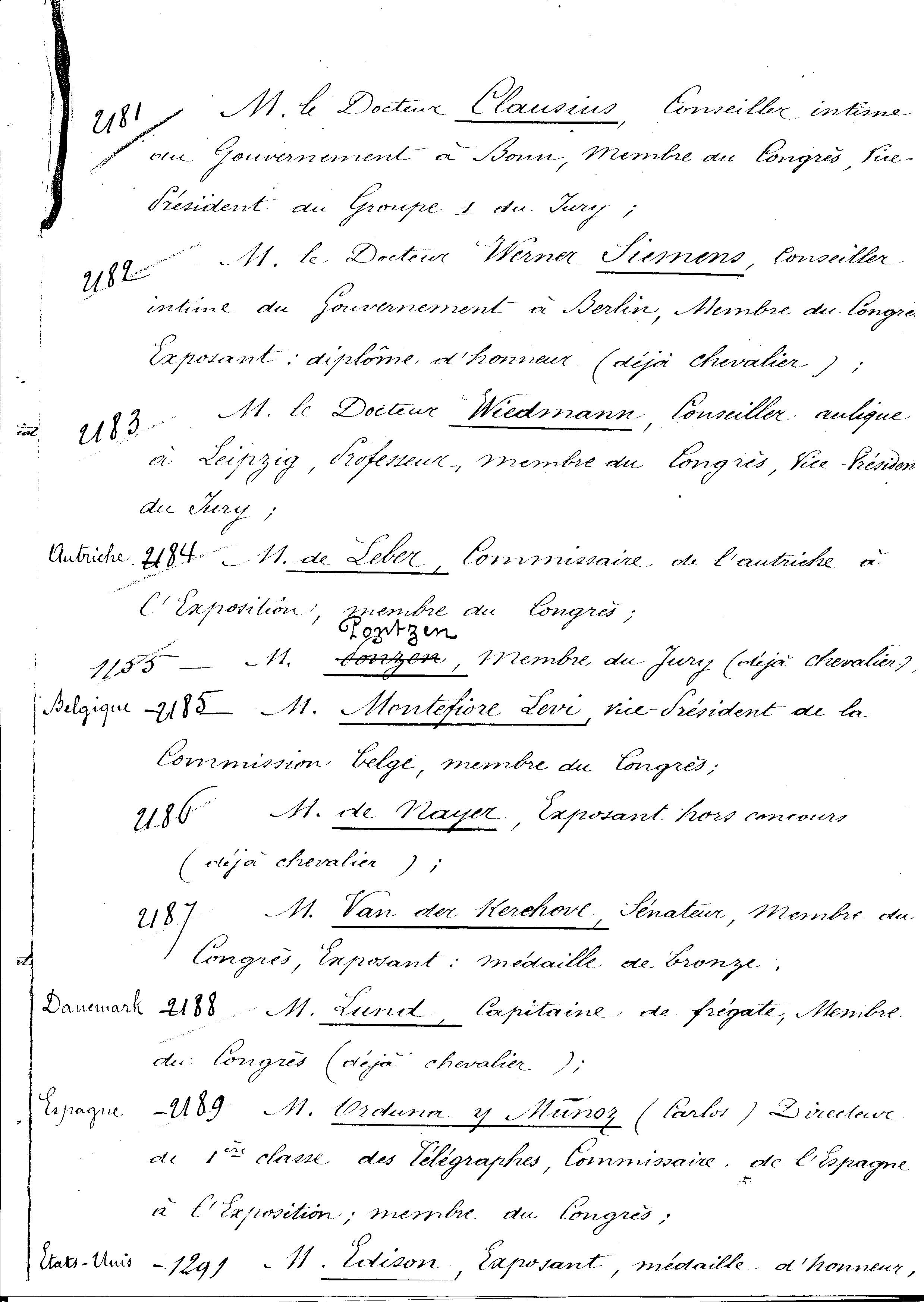
Décret présidentiel de Jules Grévy, accordant divers grades de Légion d'honneur à environ 35 personnes pour leurs services rendus à l'Exposition internationale et au Congrès d'électricité, où le nom de Montefiore-Levi est indiqué, 1881.

### Famille de Georges Montefiore-Levi
- Parents :
  - Isaac Levi (mort à Bruxelles, 16 janvier 1839) ;
  - Esther Hanna Montefiore (La Barbade, 1798 - Menton, 19 avril 1864).
- Frères et sœur :
  - Jacob Levi Montefiore (Bridgetown, 11 janvier 1819 - Londres, 24 janvier 1885) ;
  - Eliezer Levi Montefiore (en) (Bridgetown, 1820 - Sydney, 22 octobre 1894) ;
  - Edouard Levi Montefiore (Londres, 7 mars 1826 - 1907) ; père notamment d'un autre  Georges Levi Montefiore, né en 1864, qui épousa en 1899  Esther Sophia Antokolski, née en 1875, fille aînée du sculpteur Mark Antokolski)[6]
  - Rebecca Judith Levi Montefiore (Schaerbeek, 16 juillet 1838 - Saint-Josse-ten-Noode, 16 avril 1848).
- Sans enfants, Georges et Hortense Montefiore-Levi élèvent au château du Rond-Chêne Lucienne Premelic Hirsch, la fille adoptive de Maurice de Hirsch et de Clara Bischoffsheim, la sœur aînée d'Hortense.

## Mandats et fonctions
- 1856 : création de la Société G. Montefiore Levi et Cie, dont le siège est au Val Benoît à Liège, par Georges Montefiore Levi et la Société Bischoffsheim, Goldschmidt et Cie, banquiers à Paris, en commandite avec Jeanne Simonon (veuve Lesoinne) et ses enfants, Eugène Pirlot et Charles Nagelmackers[7].
- 1882-1901 : sénateur belge.
- 1893-1906 : censeur de la Banque nationale de Belgique.

## Distinctions honorifiques
- Grand officier de l'ordre de Léopold[8]
- Chevalier de la Légion d'honneur[9](France).
- Officer de l'ordre de la Rose (Brésil)
- Commandeur de l'ordre de François-Joseph (Autriche)
- Commandeur de l'ordre du Christ (Portugal)
- Commandeur de l'ordre d'Isabelle la Catholique (Espagne)
- Grand officier de l'ordre de la Couronne (Italie)
- Grand officier de l'ordre du Medjidié (Empire ottoman)
- Grand officier de l'ordre des Saints-Maurice-et-Lazare (Italie)Ordre de Léopold, Belgique.

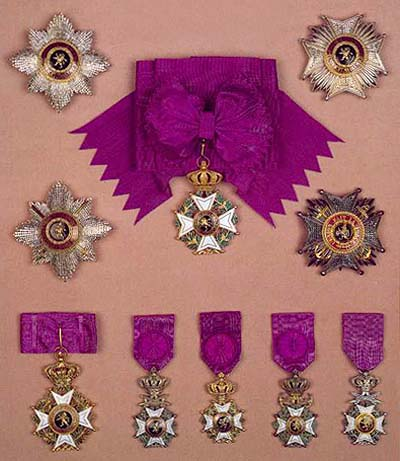
Ordre de Léopold, Belgique.

## Hommages
- Institut Montefiore où trône un buste de l’ingénieur, à Liège
- boulevard Montefiore à Liège
- Statue Montefiore-Levi, à Liège
- Avenue Montefiore, à Esneux.
- Médaille : Portrait de Georges Montefiore Levi gravé par le médailleur Charles Samuel (élève du médailleur Léopold Wiener), 1898, bronze, diamètre 50mm, créée pour le quinzième anniversaire de la création de l’Institut qui porte son nom (Collection du Musée juif de Belgique) [10].